# غليان السلطعون

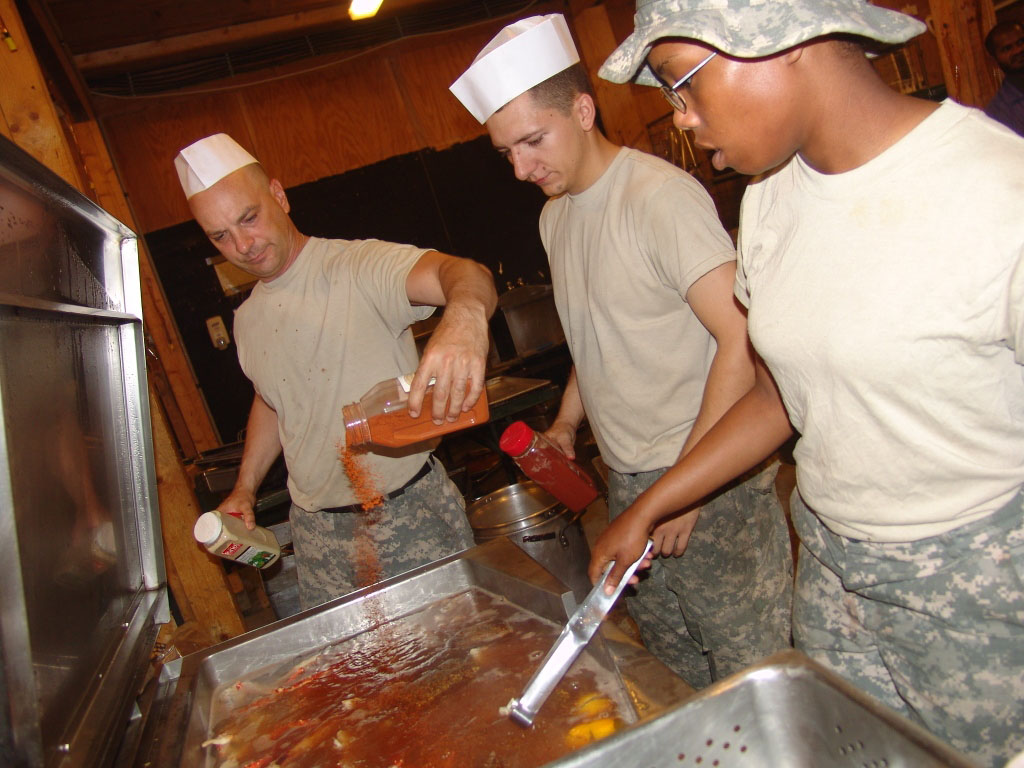

عادةً ما يشير غليان السلطعون إلى خليط التوابل المستخدم في نكهة المياه التي يتم فيها غلي السرطانات أو المحار؛ ولكن يمكن أن يشير غليان السلطعون أيضًا إلى حدث اجتماعي يظهر فيه سرطان البحر المسلوق. تُعرف سلق سرطان البحر في مناطق فيل بلات في لويزيانا باسم «قبة جراد البحر»، وهي نابعة من المصطلح المحلي «قبة جراد البحر» الذي يعتمد على شكل وتكوين السرطانات ومشبهتها بسرطان البحر. أكبر هذه التجمعات هو مهرجان Crayon d'Orange (فرنسي لـ «قلم برتقالي») في أبرشية إيفانجيلاين.

## لويزيانا ونيو اورليانز
تميل المأكولات البحرية المسلوقة في جنوب لويزيانا إلى أن تكون أكثر توابلًا من تلك الموجودة في أجزاء أخرى من البلاد. وصفات غليان سرطان البحر محلية الصنع تضيف كميات وفيرة من الصلصة الحارة، والفلفل، والملح، وأوراق الغار، والليمون، والثوم. بالنسبة لبذور الخردل، وبذور الكزبرة هي خيارات إضافية شعبية.
الكثير من الناس يضيفون الفلفل الإضافي. المنتج التجاري الرائد هو Zatarain's الذي يأتي في شكلين. واحد هو كيس شبكي مع التوابل داخله الذي يضاف في الماء. والثاني هو السائل المركز الذي يمكن إضافته مباشرة إلى الماء. ويمكن أيضا استخدام شكل المركز كمحسن نكهة للشوربات. 
الشركات الإقليمية الأخرى هي توني Chachere ، وريكس كراب يغلي. لاحظ أنه حتى عند غلي الروبيان أو جراد البحر، فإن معظم الوصفات تدعو إلى إضافة حبات السلق المغلي كتوابل.

## ماريلاند
يتم إعداد سرطان البحر ميريلاند بتوابل قليلة، بالإضافة إلى توابل كراب خليج تشيسابيك ثم تبخير فوق ماء الخل (غالبا، يتم إضافة البيرة إلى الماء تبخير).

## روابط خارجية
- SC Beaufort Stew
- Louisiana Crab boil
- Zatarain's Crab boil نسخة محفوظة 5 أغسطس 2003 على موقع واي باك مشين.
- Rex's Home Page
- Mild Carolina boil
- Spicy Carolina boil